# Paris-Nice

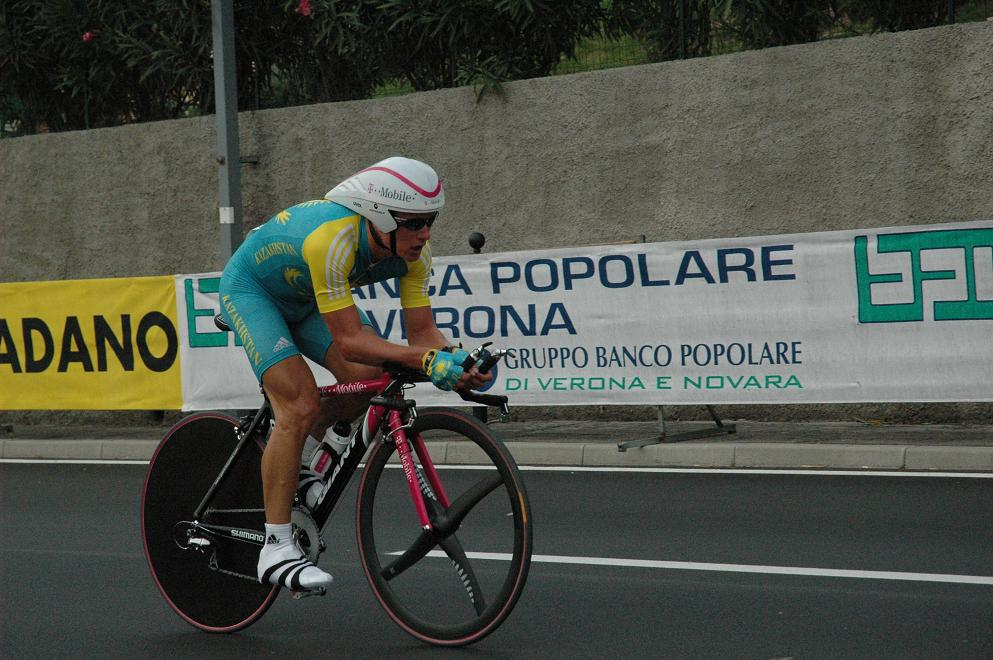
Vinokourov, vencedor das edições de 2002 e 2003

Paris-Nice é uma competição profissional por etapas de ciclismo de estrada que percorre a distância entre as cidades de Paris e Nice. É conhecida como a Corrida do Sol por causa da melhora do tempo que muitas vezes acompanha a passagem da corrida no seu percurso do norte para o sul da França.

## História
A prova foi criada em 1933 por Albert Lejeune, diretor do periódico Le Petit Niçois e disputada todos os anos até 1939. Ela foi interrompida em 1940 devido a Segunda Guerra Mundial, sendo novamente disputada em maio de 1946, porém sem continuidade nos anos seguintes.
Em 1951 o jornalista Jean Leulliot volta a organizar a corrida, que passa a ser disputada ininterruptamente todos os anos durante o mês de março. Entre 1951 e 1953 ela ganha o nome de Paris-Côte-d'Azur. Em 1954 volta a ter seu nome original, que somente é modificado em 1959, quando é disputada como Paris-Nice-Roma. Esta foi a maior edição da história da prova com 1955 km percorridos em 11 etapas.
A partir de 1982 até 1999, Josette Leulliot, filha de Jean Leulliot, assume a direção da prova, até ser então transferida para o duas vezes vencedor do Tour de France Laurent Fignon em 2000 e 2001. Desde 2002 é propriedade da Amaury Sports Organisation (A.S.O.), que, além desta prova, também organiza o Tour de France, a Paris-Roubaix, bem como eventos de outros esportes como o Rali Dakar e a maratona de Paris.
Desde sua criação, a Paris-Nice tem sido uma das provas mais importantes do calendário e, por isso, entre seus ganhadores se encontram um grande número de ciclistas ilustres, dentre eles destacam-se Sean Kelly (vencedor de 7 edições consecutivas de 1982 a 1988), Jacques Anquetil, Fred De Bruyne, Eddy Merckx, Raymond Poulidor, Joop Zoetemelk, Miguel Indurain, Tony Rominger, Laurent Jalabert e Alberto Contador.
Durante a edição de 2003, o ciclista cazaque Andrei Kivilev faleceu em virtude de ferimentos na cabeça decorrentes de um acidente ocorrido na segunda etapa, durante a qual o ciclista não usava capacete. Sua morte levou a UCI a obrigar o uso de capacetes durante as provas.

## Percurso
Apesar de seu nome, a prova nem sempre começa em Paris, mas sim em cidades que a cercam ao sul. Desde 1998, a última etapa termina na Promenade des Anglais, uma das mais importantes avenidas de Nice. Anteriormente, entre 1973 e 1995, a prova terminava em uma cronoescalada do Col d'Erze. Entre estes dois períodos, nos anos de 1996 e 1997, a última etapa foi um contrarrelógio entre Antibes e Nice. O último ou penúltimo estágio, geralmente possui uma longa montanha, passando pelo topo de Turbie e do Col d'Eze. Outro ponto que normalmente também é utilizado com fim de etapa é o Mont Faron, na região de Toulon.

## Vencedores

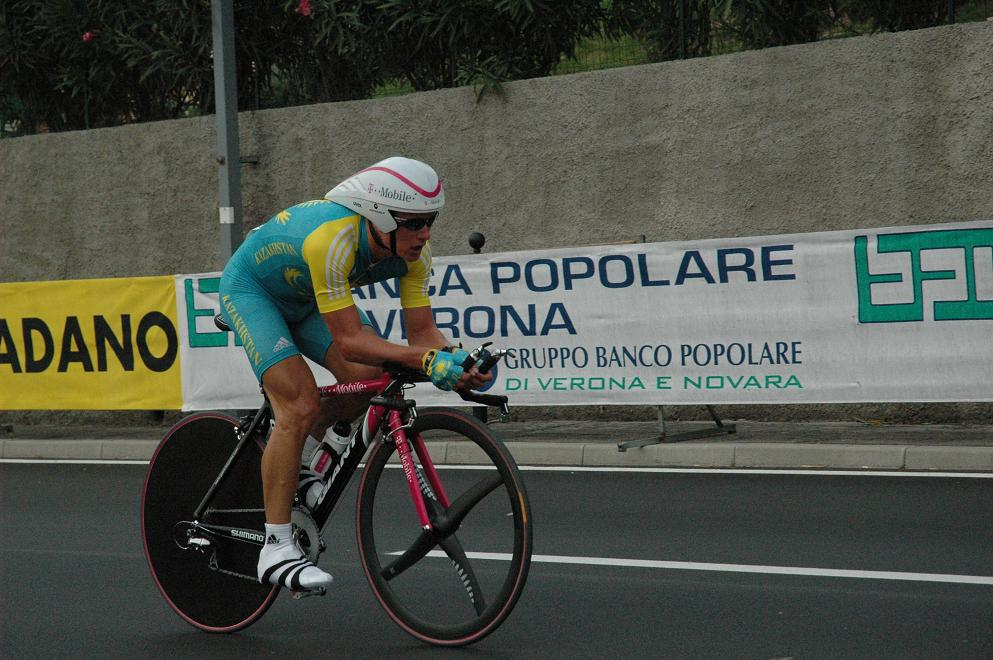
Alexander Vinokourov, vencedor das edições de 2002 e 2003.

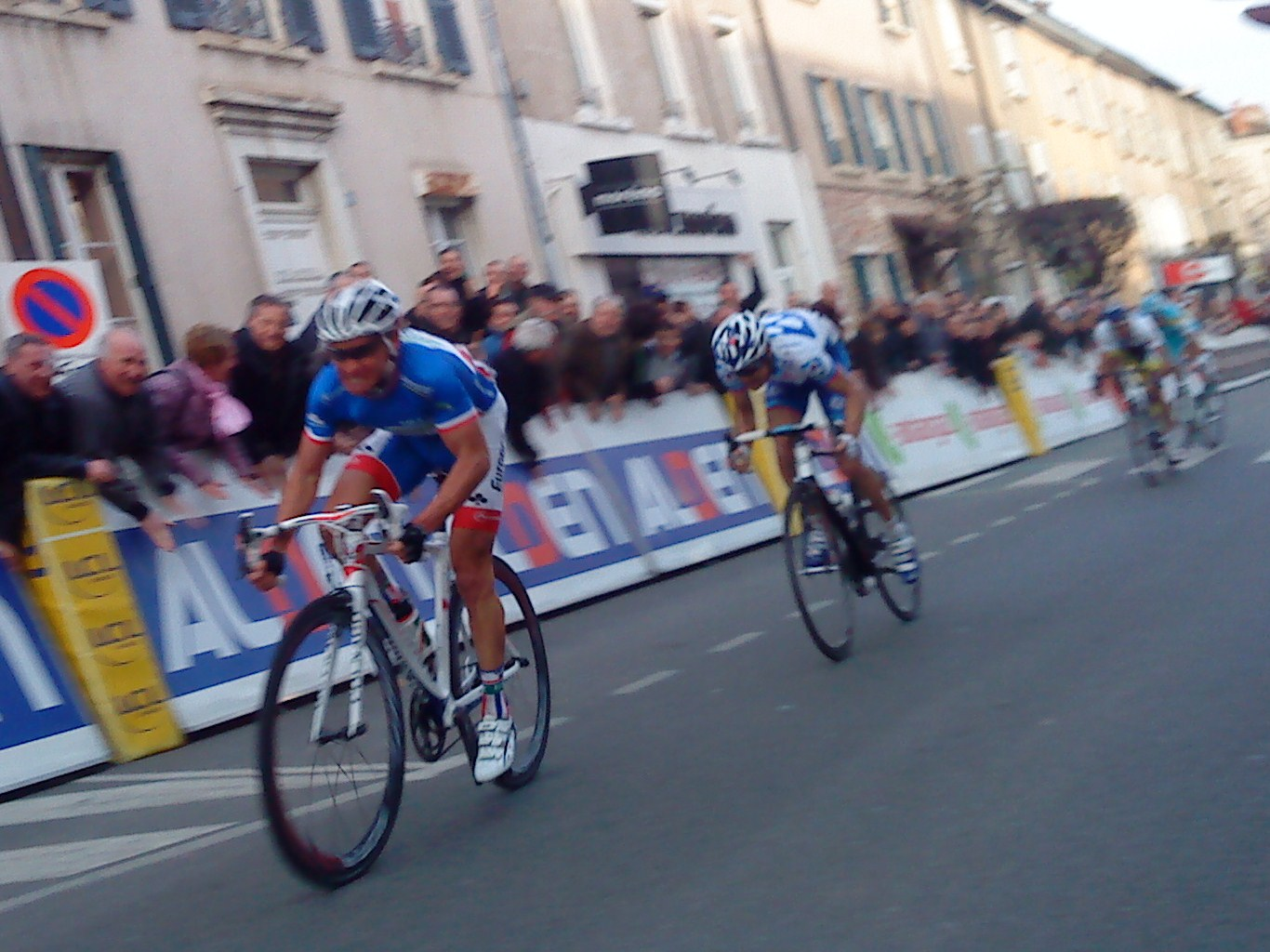
Thomas Voeckler, vencedor da 4ª etapa do Paris-Nice de 2011.

| Ano                                                          | Vencedor                | Segundo                 | Terceiro                |
| ------------------------------------------------------------ | ----------------------- | ----------------------- | ----------------------- |
| 1933                                                         | Alphonse Schepers       | Louis Hardiquest        | Benoît Faure            |
| 1934                                                         | Gaston Rebry            | Roger Lapébie           | Maurice Archambaud      |
| 1935                                                         | René Vietto             | Antoine Dignef          | Raoul Lesueur           |
| 1936                                                         | Maurice Archambaud      | Jean Fontenay           | Alfons Deloor           |
| 1937                                                         | Roger Lapébie           | Sylvain Marcaillou      | Albert van Schendel     |
| 1938                                                         | Jules Lowie             | Albertin Disseaux       | Antoon van Schendel     |
| 1939                                                         | Maurice Archambaud      | Frans Bonduel           | Gérard Desmet           |
| 1940-1945 edições canceladas devido à Segunda Guerra Mundial |                         |                         |                         |
| 1946                                                         | Fermo Camellini         | Maurice De Muer         | Frans Bonduel           |
| 1947-1950 edições canceladas                                 |                         |                         |                         |
| 1951                                                         | Roger Decock            | Lucien Teisseire        | Kléber Piot             |
| 1952                                                         | Louison Bobet           | Donato Zampini          | Raymond Impanis         |
| 1953                                                         | Jean-Pierre Munch       | Roger Walkowiak         | Roger Bertaz            |
| 1954                                                         | Raymond Impanis         | Nello Lauredi           | Francis Anastasi        |
| 1955                                                         | Jean Bobet              | Pierre Molinéris        | Bernard Gauthier        |
| 1956                                                         | Fred De Bruyne          | Pierre Barbotin         | François Mahé           |
| 1957                                                         | Jacques Anquetil        | Désiré Keteleer         | Jean Brankart           |
| 1958                                                         | Fred De Bruyne          | Pasquale Fornara        | Germain Derycke         |
| 1959                                                         | Jean Graczyk            | Gérard Saint            | Pierino Baffi           |
| 1960                                                         | Raymond Impanis         | François Mahé           | Robert Cazala           |
| 1961                                                         | Jacques Anquetil        | Joseph Groussard        | Jef Planckaert          |
| 1962                                                         | Jef Planckaert          | Tom Simpson             | Rolf Wolfshohl          |
| 1963                                                         | Jacques Anquetil        | Rudi Altig              | Rik Van Looy            |
| 1964                                                         | Jan Janssen             | Jean-Claude Annaert     | Jean Forestier          |
| 1965                                                         | Jacques Anquetil        | Rudi Altig              | Italo Zilioli           |
| 1966                                                         | Jacques Anquetil        | Raymond Poulidor        | Vittorio Adorni         |
| 1967                                                         | Tom Simpson             | Bernard Guyot           | Rolf Wolfshohl          |
| 1968                                                         | Rolf Wolfshohl          | Ferdinand Bracke        | Jean-Louis Bodin        |
| 1969                                                         | Eddy Merckx             | Raymond Poulidor        | Jacques Anquetil        |
| 1970                                                         | Eddy Merckx             | Luis Ocaña              | Jan Janssen             |
| 1971                                                         | Eddy Merckx             | Gösta Pettersson        | Luis Ocaña              |
| 1972                                                         | Raymond Poulidor        | Eddy Merckx             | Luis Ocaña              |
| 1973                                                         | Raymond Poulidor        | Joop Zoetemelk          | Eddy Merckx             |
| 1974                                                         | Joop Zoetemelk          | Alain Santy             | Eddy Merckx             |
| 1975                                                         | Joop Zoetemelk          | Eddy Merckx             | Gerrie Knetemann        |
| 1976                                                         | Michel Laurent          | Hennie Kuiper           | Luis Ocaña              |
| 1977                                                         | Freddy Maertens         | Gerrie Knetemann        | Jean-Luc Vandenbroucke  |
| 1978                                                         | Gerrie Knetemann        | Bernard Hinault         | Joop Zoetemelk          |
| 1979                                                         | Joop Zoetemelk          | Sven-Åke Nilsson        | Gerrie Knetemann        |
| 1980                                                         | Gilbert Duclos-Lassalle | Stefan Mutter           | Gerrie Knetemann        |
| 1981                                                         | Stephen Roche           | Adri van der Poel       | Alfons De Wolf          |
| 1982                                                         | Sean Kelly              | Gilbert Duclos-Lassalle | Jean-Luc Vandenbroucke  |
| 1983                                                         | Sean Kelly              | Jean-Marie Grezet       | Steven Rooks            |
| 1984                                                         | Sean Kelly              | Stephen Roche           | Bernard Hinault         |
| 1985                                                         | Sean Kelly              | Stephen Roche           | Frédéric Vichot         |
| 1986                                                         | Sean Kelly              | Urs Zimmermann          | Greg LeMond             |
| 1987                                                         | Sean Kelly              | Jean-François Bernard   | Laurent Fignon          |
| 1988                                                         | Sean Kelly              | Ronan Pensec            | Julián Gorospe          |
| 1989                                                         | Miguel Indurain         | Stephen Roche           | Marc Madiot             |
| 1990                                                         | Miguel Indurain         | Stephen Roche           | Luc Leblanc             |
| 1991                                                         | Tony Rominger           | Laurent Jalabert        | Martial Gayant          |
| 1992                                                         | Jean-François Bernard   | Tony Rominger           | Miguel Indurain         |
| 1993                                                         | Alex Zülle              | Laurent Bezault         | Pascal Lance            |
| 1994                                                         | Tony Rominger           | Jesús Montoya           | Viatcheslav Ekimov      |
| 1995                                                         | Laurent Jalabert        | Vladislav Bobrik        | Alex Zülle              |
| 1996                                                         | Laurent Jalabert        | Lance Armstrong         | Chris Boardman          |
| 1997                                                         | Laurent Jalabert        | Laurent Dufaux          | Santiago Blanco         |
| 1998                                                         | Frank Vandenbroucke     | Laurent Jalabert        | Marcelino García Alonso |
| 1999                                                         | Michael Boogerd         | Markus Zberg            | Santiago Botero         |
| 2000                                                         | Andreas Klöden          | Laurent Brochard        | Francisco Mancebo       |
| 2001                                                         | Dario Frigo             | Raimondas Rumšas        | Peter Van Petegem       |
| 2002                                                         | Alekszandr Vinokurov    | Sandy Casar             | Laurent Jalabert        |
| 2003                                                         | Alekszandr Vinokurov    | Mikel Zarrabeitia       | Davide Rebellin         |
| 2004                                                         | Jörg Jaksche            | Davide Rebellin         | Bobby Julich            |
| 2005                                                         | Bobby Julich            | Alejandro Valverde      | Constantino Zaballa     |
| 2006                                                         | Floyd Landis            | Patxi Vila              | Antonio Colom           |
| 2007                                                         | Alberto Contador        | Davide Rebellin         | Luis León Sánchez       |
| 2008                                                         | Davide Rebellin         | Rinaldo Nocentini       | Yaroslav Popovych       |
| 2009                                                         | Luis León Sánchez       | Fränk Schleck           | Sylvain Chavanel        |
| 2010                                                         | Alberto Contador        | Luis León Sánchez       | Roman Kreuziger         |
| 2011                                                         | Tony Martin             | Andreas Klöden          | Bradley Wiggins         |
| 2012                                                         | Bradley Wiggins         | Lieuwe Westra           | Alejandro Valverde      |
| 2013                                                         | Richie Porte            | Andrew Talansky         | Jean-Christophe Péraud  |
| 2014                                                         | Carlos Alberto Betancur | Rui Costa               | Arthur Vichot           |
| 2015                                                         | Richie Porte            | Michał Kwiatkowski      | Simon Špilak            |
| 2016                                                         | Geraint Thomas          | Alberto Contador        | Richie Porte            |
| 2017                                                         | Sergio Henao            | Alberto Contador        | Daniel Martin           |
| 2018                                                         | Marc Soler              | Simon Yates             | Gorka Izagirre          |
| 2019                                                         | Egan Bernal             | Nairo Quintana          | Michał Kwiatkowski      |
| 2020                                                         | Maximilian Schachmann   | Tiesj Benoot            | Sergio Higuita          |
| 2021                                                         | Maximilian Schachmann   | Aleksandr Vlasov        | Ion Izagirre            |
| 2022                                                         | Primož Roglič           | Simon Yates             | Daniel Felipe Martínez  |
| 2023                                                         | Tadej Pogačar           | David Gaudu             | Jonas Vingegaard        |
| 2024                                                         | Matteo Jorgenson        | Remco Evenepoel         | Brandon McNulty         |
| 2025                                                         | Matteo Jorgenson        | Florian Lipowitz        | Thymen Arensman         |

### Vencedores múltipos
Ciclista no ativo.
| Vitórias | Ciclistas             | Ediçõess                                 |
| -------- | --------------------- | ---------------------------------------- |
| 7        | Sean Kelly            | 1982, 1983, 1984, 1985, 1986, 1987, 1988 |
| 5        | Jacques Anquetil      | 1957, 1961, 1963, 1965, 1966             |
| 3        | Eddy Merckx           | 1969, 1970, 1971                         |
| 3        | Joop Zoetemelk        | 1974, 1975, 1979                         |
| 3        | Laurent Jalabert      | 1995, 1996, 1997                         |
| 2        | Maurice Archambaud    | 1936, 1939                               |
| 2        | Raymond Impanis       | 1954, 1960                               |
| 2        | Fred De Bruyne        | 1956, 1958                               |
| 2        | Raymond Poulidor      | 1972, 1973                               |
| 2        | Miguel Induráin       | 1989, 1990                               |
| 2        | Tony Rominger         | 1991, 1994                               |
| 2        | Alexander Vinokourov  | 2002, 2003                               |
| 2        | Alberto Contador      | 2007, 2010                               |
| 2        | Richie Porte          | 2013, 2015                               |
| 2        | Maximilian Schachmann | 2020, 2021                               |
| 2        | Matteo Jorgenson      | 2024, 2025                               |

### Vitórias por país
Após edição de 2024
| País           | Vitórias | 2.º lugar | 3.º lugar | Total | Último vencedor               |
| -------------- | -------- | --------- | --------- | ----- | ----------------------------- |
| França         | 21       | 27        | 23        | 71    | Laurent Jalabert em 1997      |
| Bélgica        | 14       | 10        | 14        | 38    | Frank Vandenbroucke em 1998   |
| Irlanda        | 8        | 4         | 1         | 13    | Sean Kelly em 1988            |
| Espanha        | 6        | 8         | 14        | 28    | Marc Soler em 2018            |
| Países Baixos  | 6        | 5         | 9         | 20    | Michael Boogerd em 1999       |
| Alemanha       | 6        | 4         | 2         | 12    | Maximilian Schachmann em 2021 |
| Estados Unidos | 4        | 2         | 3         | 9     | Matteo Jorgenson em 2025      |
| Suíça          | 3        | 6         | 1         | 10    | Tony Rominger em 1994         |
| Itália         | 3        | 5         | 4         | 12    | Davide Rebellin em 2008       |
| Reino Unido    | 3        | 3         | 2         | 8     | Geraint Thomas em 2016        |
| Colômbia       | 3        | 1         | 3         | 7     | Egan Bernal em 2019           |
| Cazaquistão    | 2        | -         | -         | 2     | Aleksandr Vinokúrov em 2003   |
| Austrália      | 2        | -         | 1         | 3     | Richie Porte em 2015          |
| Eslovênia      | 2        | -         | 1         | 3     | Tadej Pogačar em 2023         |
| Rússia         | -        | 2         | 1         | 3     |                               |
| Suécia         | -        | 2         | -         | 2     |                               |
| Polónia        | -        | 1         | 1         | 2     |                               |
| Lituânia       | -        | 1         | -         | 1     |                               |
| Luxemburgo     | -        | 1         | -         | 1     |                               |
| Portugal       | -        | 1         | -         | 1     |                               |
| Ucrânia        | -        | -         | 1         | 1     |                               |
| Chéquia        | -        | -         | 1         | 1     |                               |
| Dinamarca      | -        | -         | 1         | 1     |                               |
| Total          | 83       | 83        | 83        | 249   |                               |

A negrito ciclistas no activo.